# Nguyễn Thành Khôi
Nguyễn Thành Khôi – wietnamski zapaśnik w stylu klasycznym.
Złoty medalista igrzysk Azji Południowo-Wschodniej i srebrny mistrzostw Azji Południowo-Wschodniej z 1997 roku.